# Consumed (The Walking Dead)
Consumed (no Brasil: Consumido) é o sexto episódio da quinta temporada da série de televisão do gênero terror e drama pós-apocalíptico The Walking Dead. O episódio é, ainda, o 57º da série em suas cinco temporadas. Ele foi exibido originalmente na AMC em 16 de novembro de 2014 nos Estados Unidos. No Brasil, o episódio foi exibido em 18 de novembro de 2014, no canal Fox Brasil. Foi escrito por Matthew Negrete e Corey Reed, e dirigido por Seith Mann. O episódio se concentra principalmente na personagem Carol Peletier, como ela acompanha Daryl Dixon na tentativa de procurar e descobrir a localização de Beth Greene. Os três personagens são interpretados por Melissa McBride, Norman Reedus e Emily Kinney, respectivamente. Vários flashbacks no episódio exploram as diferentes fases da vida de Carol, como sua missão de resgate para salvar o grupo de Terminus, as mortes de suas filhas adotivas, Lizzie Samuels e Mika Samuels, bem como o efeito duradouro de seu banimento. O título do episódio, Consumed, refere-se à Carol explicando a Daryl sobre os acontecimentos em sua vida que passaram e como ela mudou, afirmando que "tudo agora só ...consome você".
Temas como violência doméstica, morte, mudança e esperança são prevalentes no episódio. O episódio proeminente transmite o abuso sofrido por ambos os personagens, tendo sido significativamente considerado digno de nota no passado, como a base da sua ligação íntima. Ele também lança luz sobre suas transformações no apocalipse e como eles se adaptaram como resultado. Através deste, o fogo também é prevalente no episódio e usado precisamente dez vezes nas várias formas de Carol mostrando sua vida em particular, como resultado de vários eventos. O episódio fornece uma explicação para várias perguntas precedentes nos episódios anteriores. Isto inclui a revelação de como Carol acabou indo parar no Hospital Grady Memorial, em "Slabtown", e a pessoa misteriosa na floresta com Daryl, vista no final de "Four Walls and a Roof", que é revelado como sendo Noah.
"Consumed" recebeu elogios da crítica de comentaristas de televisão, que elogiaram a exploração das histórias e o subtexto convincentes dos personagens, o retorno à paisagem urbana em Atlanta - um local de destaque usado na primeira temporada - e as performances de Melissa McBride e Norman Reedus. Outros notaram o ritmo lento como um destaque, permitindo uma narrativa mais contemplativa e melhor foco dos personagens.

## Enredo
O episódio se inicia com um flashback mostrando as ações de Carol Peletier (Melissa McBride) após ela ser expulsa da prisão por Rick Grimes (Andrew Lincoln). Carol estaciona o carro em uma parte da rodovia, enquanto chora debruçada no volante. Um morto-vivo se aproxima e começa a bater na janela, e Carol grita para que ele vá embora, antes de ligar o carro e continuar dirigindo pela estrada. Ela volta para Atlanta, onde se refugia num antigo escritório de advocacia. No prédio, Carol reúne algumas garrafas de água vazias de uma lixeira para usar para armazenar água. Mais tarde, naquela noite, ela termina de ler uma revista, sopra uma vela e vai dormir com a pistola na mão. Durante o dia, Carol está na janela verificando os sacos de plástico que colocou para captar água da chuva, quando ela vê fumaça vindo da direção da prisão. Ela deixa o local e dirige até a prisão, onde se depara com a torre de guarda em chamas.
No presente, Carol e Daryl Dixon (Norman Reedus) estão seguindo o carro com a cruz branca na janela. Carol pergunta a Daryl sobre o seu tempo com Beth Greene(Emily Kinney) após a destruição da prisão. Carol sugere que eles joguem o carro com a cruz branca para fora da estrada, mas Daryl diz que o motorista pode se recusar a falar, então eles devem continuar a segui-los. Daryl diz que eles estão na vantagem, e farão de tudo para encontrar Beth e trazê-la de volta ao grupo.
Quando o carro com a cruz branca entra na cidade e faz uma parada, Daryl e Carol descobrem que há dois policiais no veículo. Carol cogita a possibilidade de eles terem sido descobertos pelos policiais, quando os dois são surpreendidos por um morto-vivo batendo na janela do carro. Um dos policiais está possivelmente carregando um corpo, enquanto outro olha na direção do carro de Daryl e Carol. Em seguida, os policiais voltam ao veículo com a cruz branca e vão embora, sem desconfiar de que estão sendo observados. Depois que o carro com os policiais sai, Daryl tenta dar partida no seu carro, mas o tanque de gasolina está vazio e ele não consegue pôr em marcha. O barulho do motor acaba atraindo os mortos-vivos ao redor. Daryl diz a Carol que eles precisam encontrar algum lugar para passarem a noite. Carol diz que conhece um lugar a apenas alguns quarteirões de distância, enquanto abaixa o vidro e apunhala o morto-vivo na cabeça.
Daryl e Carol invadem um prédio de escritórios para se abrigar durante a noite. Daryl encontra algumas chaves no corpo de um morto-vivo, o que os ajuda a abrir portas para dentro do prédio. Ele questiona Carol se ela trabalhava no local ou se tinha outro contato com o lugar, quando ela responde que tinha "alguma coisa", sem incentivar a conversa e nem dar detalhes. Carol conta que o prédio era um abrigo temporário, e revela que ela esteve ali, mas não ficou por muito tempo. Eles encontram um quarto com beliches, e Carol se oferece para ficar vigiando no primeiro turno.
Durante uma conversa, Carol pergunta a Daryl se ele está disposto a começar de novo, conforme ele tinha proposto. Daryl responde que está tentando começar, e questiona os pensamentos de Carol. Quando ela diz que não acha que eles ainda conseguem salvar as pessoas, Daryl pergunta então o que ela está fazendo ali, e Carol prontamente responde que também está tentando. Enquanto Carol se deita ao lado de Daryl, ela diz que não sabe o que teria acontecido com ela se ele não houvesse aparecido instantes antes de eles entrarem naquele carro e irem parar em Atlanta. A conversa é interrompida por um barulho vindo da parte externa. Daryl e Carol se armam e vão para um longo corredor, onde se deparam com uma mulher zumbificada e uma criança, também zumbi, (supostamente mãe e filha) arranhando no outro lado de uma porta de vidro. Carol observa a cena, atônita, e decide matá-las. Entretanto, Daryl impede que Carol mate as duas zumbis alegando que ela não precisa fazer isso. Na manhã seguinte, Carol acorda e vê uma fumaça do lado de fora do abrigo, onde Daryl construiu uma fogueira. Ele está queimando os corpos das duas zumbis vistas na noite anterior, e Carol aparece no momento em que ele coloca o corpo da criança-zumbi no fogo. Ela agradece a Daryl por ele fazer isto por ela.
Em outro flashback, Carol é vista cavando uma sepultura enquanto Tyreese (Chad Coleman) está carregando os corpos de Lizzie Samuels (Brighton Sharbino) e Mika Samuels (Kyla Kenedy). Carol olha para cima e vê muita fumaça ao longe.
Voltando ao tempo presente, Daryl e Carol estão se arrumando para irem embora. Daryl diz que eles precisam chegar em um edifício alto para olhar ao redor. Enquanto estão andando pelas ruas, eles se deparam com alguns zumbis que os impedem de chegar num dos prédios, então Daryl distrai os zumbis com um bloco de notas em chamas. Ambos conseguem passar pelos zumbis sem serem percebidos pela maioria. Ao chegarem numa ponte que liga um prédio a outro, eles encontram vários zumbis em sacos de dormir e barracas. Daryl e Carol esfaqueiam os zumbis no saco de dormir e cuidadosamente passam pelos zumbis presos dentro das barracas. Os dois rastejam através da abertura de uma porta, que está acorrentada, e chegam até um edifício bem alto. Eles entram numa sala que possivelmente pertencia a um executivo. Carol olha pela janela, para a cidade queimada e destruída abaixo. Ela diz a Daryl que ele ainda não a  perguntou o que aconteceu depois que ela se encontrou com Tyreese e as meninas. Daryl diz que sabe o que aconteceu, afirmando que as meninas, Lizzie e Mika, morreram, mas Carol diz que foi pior do que isso. Daryl diz que a razão pela qual ele diz que eles tem que começar de novo é porque eles tem que realmente fazer isto.
Daryl percebe algo do lado de fora. Ele olha através do escopo de rifle de Carol. Ele mostra a Carol uma van que está destruída na ponte. A van tem duas cruzes brancas na janela traseira, então ele acha que pode ser uma pista sobre quem está com Beth e os dois concordam em ir até lá. Antes de saírem, Daryl expressa sua opinião acerca de um quadro de pintura na parede da sala, dizendo que aposta que custou alguns milhões de dólares, e que "parece que um cão sentou-se na pintura e limpou sua bunda em todo o lugar". Carol sorri e diz apenas que gostou.
Daryl e Carol saem do edifício pelo mesmo lugar por onde entraram, na pequena abertura na porta acorrentada. Carol é surpreendida por Noah (Tyler James Williams, que está segurando seu rifle e apontando para ela. Noah exige as armas de Carol e Daryl, inclusive a besta. Ele se desculpa pelo roubo e afirma que não quer machucá-los. Em seguida, ele corta as tendas da barraca, soltando os zumbis que estavam presos. Carol e Daryl são atacados pelos zumbis, mas conseguem matá-los. Carol tenta atirar em Noah, mas Daryl a impede. Noah foge com as armas. Daryl questiona Carol sobre ela querer matar Noah, argumentando que ele é apenas uma criança, mas Carol se defende dizendo que pretendia apenas atirar em sua perna. Ela diz, ainda, que eles poderão morrer sem as armas, e assim, Beth também irá morrer.
Em uma cena de flashback, Carol está queimando os corpos de Karen (Melissa Ponzio) e David (Brandon Carroll) na prisão.
De volta ao presente, Daryl e Carol caminham para a van na ponte. A van está com a outra metade para fora da borda da ponte, e Carol ressalta que não é estável. Enquanto pesquisam na van, uma horda de zumbis se aproxima. Daryl percebe que há material hospitalar na van, e Carol diz que o Hospital Grady Memorial, identificado numa das macas, está próximo do local. Quando os zumbis se aproximam ainda mais da van, Daryl esfaqueia alguns deles, e Carol usa suas últimas três balas. No entanto, eles são encurralados pelos zumbis e acabam se abrigando dentro da van. À medida que eles andam para a parte da frente do veículo, Daryl diz a Carol que os zumbis vão empurrar a van para fora da ponte. A van despenca da ponte, caindo com a parte superior para cima. Daryl e Carol ficam atordoados, mas ambos estão bem. Alguns zumbis caem no teto do veículo, enquanto Daryl e Carol fogem a pé.
O casal está parado do lado de fora de um edifício, onde descansam. O ombro de Carol está ferido, mas ela mostra-se capaz de continuar a andar. Carol diz que eles estão a apenas três quarteirões do Hospital Grady Memorial. Eles entram num edifício, e Daryl encontra um zumbi muito fraco no chão, ainda segurando um facão. Ele pega o facão e usa-o para matar o zumbi. Daryl e Carol travam uma longa conversa, onde ela afirma que Daryl já é um homem, e que antes ele era como uma criança. Carol conta, ainda, que ela e Sophia (Madison Lintz) ficaram no abrigo por um dia e meio, depois que ela saiu correndo de volta para seu marido. Carol diz que ela apanhou quando voltou, mas ela não fez nada para impedir. Ela diz que o que ela era quando estava com Ed, foi queimado, e que na prisão ela chegou a ser quem ela sempre achava que ela deveria ter sido, mas, em seguida, também foi queimado. Carol afirma: "Tudo consome você, agora." Daryl retruca, afirmando que "eles não são cinzas".
| “ | Tudo consome você, agora. | ” |

Daryl ouve um barulho, e ambos vão investigar. Os dois se deparam com um zumbi, que está preso à parede por uma flecha. Carol questiona se é uma das flechas de Daryl, e ele confirma. Eles ouvem tiros, e encontram Noah no corredor, lutando com um zumbi. Noah se liberta, e o zumbi ataca Carol, mas Daryl o  mata. Daryl persegue Noah e encontra-o a tentar mover uma estante que está bloqueando a porta. Daryl empurra Noah contra a estante e ele cai, com a estante caindo em cima dele. Um zumbi que estava atrás da porta tenta se soltar e atacar Noah.
Carol Daryl recuperam suas armas. Noah pede-lhes ajuda, mas Daryl diz que já o ajudou uma vez e não está disposto a ajudá-lo de novo. Daryl encontra um maço de cigarros e acende um cigarro. Carol grita com Daryl para ele ajudar Noah, mas Daryl diz que vai deixá-lo morrer e vai embora. O zumbi empurra a porta e está prestes a devorar Noah, mas Daryl volta e mata o zumbi com uma seta.
Em um flashback, Carol está na floresta depois de seu ataque à Terminus. Ela cai de joelhos e começa a limpar todo o sangue de zumbi usado para manchar a si mesma, para passar despercebida pelos zumbis. Ela pega suas armas e começa a caminhar, enquanto a fumaça em Terminus é vista ao fundo.
Daryl e Carol puxam as estantes e libertam Noah. Noah vai até a janela, eufórico, e avisa que "eles" ouviram os tiros e irão aparecer para averiguar (se referindo às pessoas no hospital). Daryl pergunta se ele viu uma menina loira no hospital, e Noah logo associa a Beth. Noah explica que Beth o ajudou a fugir, mas que ela ainda está lá.
Daryl, Carol e Noah saem correndo para tentar escapar antes que as pessoas do hospital cheguem lá. Noah cai e Daryl pára para ajudá-lo. Carol corre para a porta primeiro do que os outros e é imediatamente atropelada por um veículo com a cruz branca do hospital. Daryl tenta ajudar Carol, mas Noah o prende e diz que eles devem deixar que Carol seja levada ao hospital, pois ela receberá atenção médica especial. Os dois presenciam Carol sendo colocada em uma maca e levada ao Grady Memorial.
Daryl e Noah escapam através de uma cerca, e encontram um caminhão. Eles dirigem para fora de Atlanta e o episódio termina.

## Recepção
O episódio foi assistido por 14.070 espectadores americanos, com uma classificação de 7,3 para o público entre 18 e 49 anos de idade, um aumento na audiência em relação à semana anterior, que teve 13,53 milhões de espectadores e uma classificação de 6,9 para o público nesta mesma faixa etária.

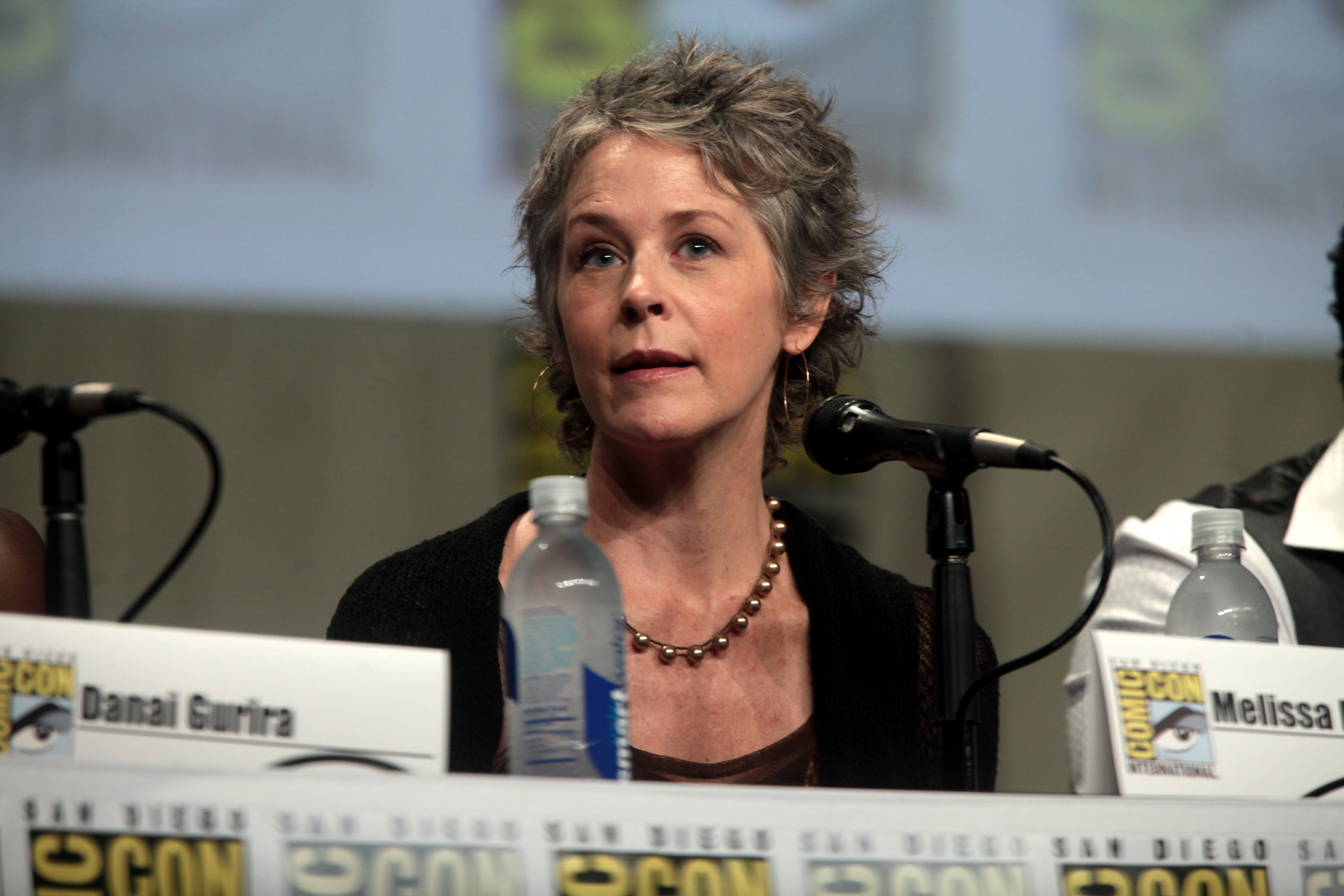
O desempenho da atriz Melissa McBride foi particularmente elogiado pelos comentaristas de televisão.

No Reino Unido, o episódio foi visto por 1.136.000 espectadores, tornando-se a transmissão de maior audiência dessa semana. O episódio recebeu, também, 0,070 milhões de telespectadores no timeshift. Na Austrália, recebeu 0,090 milhões de espectadores, tornando-se o programa de transmissão a cabo de maior audiência naquele dia. O episódio foi aclamado pela crítica e por críticos de televisão.
Zack handlen, do jornal de entretenimento The A.V. Club, deu ao episódio um grau A-. Ele elogiou a interpretação de Melissa McBride no papel de Carol Peletier, dizendo que "McBride é especialmente uma grande atriz, enquanto que a evolução de sua personagem veio aos trancos e barrancos, com a atriz conseguindo puxar tudo isso de forma consistente, e infinitamente fascinante". Ele também elogiou a cena dos corpos queimados no episódio, dizendo:
| “ | Esta é uma grande parte da razão por que The Walking Dead ficou tão bom nesta temporada: Os escritores têm encontrado uma forma de explorar subtexto e história bem convincentes. A ameaça constante da morte de alguém mantém momentos únicos, como o encontro de Carol e Daryl com a mãe e filha zumbis. Daryl queimar os corpos embrulhados em cobertores, enquanto Carol está dormindo, diz mais sobre sua amizade do que quaisquer palavras. A verdadeira crise é sobre a tentativa de passar através de um ambiente que parece exigir que você seja implacável. Todo mundo foi jogado uma e outra vez em situações em que a única forma de avançar é sacrificar uma pequena parte de sua humanidade, e ainda as partes nunca realmente vão embora. Cada walker é um lembrete do que acontece quando você não tem a humanidade que precisa. | ” |

Matt Fowler, do IGN, classificou-o com uma nota 8.8, dizendo: "Para uma aventura concisa de Carol e Daryl, "Consumed" triunfou na paisagem e tom, apesar de ter sido prejudicado um pouco por nós já sabermos o que iria acontecer. Foi, essencialmente, a peça final do quebra-cabeça após os episódios três e quatro. A maior parte do episódio foi tranquilo, mas gratificante, no entanto."
Rebecca Hawkes, do The Daily Telegraph, deu ao episódio 5 estrelas, escrevendo que "enquanto Consumed não foi um episódio grande, foi possivelmente um dos mais impressionantes nesta temporada: a reflexão, ao invés da melancolia de dois personagens com passados iguais, mostrou o melhor dos atores". Em particular, ela elogiou o desempenho de Melissa McBride, o que ela afirmou ser "uma liga própria, capaz de, silenciosamente, dominar cada cena em que ela está".